# Valizza
Valizza (in croato Valica) è un insediamento di 239 abitanti, nel comune di Umago. È situato nell'Istria nord-occidentale, tra Salvore (Savudrija) e Castelvenere (Kaštel), all'altezza del villaggio turistico di Canegra (Kanegra).